# Sundsjömarken
Sundsjömarken är ett naturreservat i Hällefors kommun i Örebro län.
Området är naturskyddat sedan 2014 och är 580 hektar stort. Reservatet består av gammal skog av tall och gran, myrmark och sjöar som Sundsjön.